# Bengt Karngård
Bengt Gideon Karngård, född 1 februari 1920 i Västra Ryd, Uppsala län, död 24 oktober 1982, var en svensk målare, grafiker, kompositör och teckningslärare. Han var far till Lars Karngård. Han var gift med Kerstin Hillgren (1935–1996).
Karngård studerade vid Konstfackskolan i Stockholm 1943–1949. Separat ställde han ut i Nyköping, Oxelösund, Luleå och Boliden samt medverkade i samlingsutställningar med bland annat Hässelby konstförening. 
Hans konst består av fantasibetonade naturstudier och landskap samt grafik. Vid sidan av sitt eget skapande var han verksam som lärare i sin egen målarskola i Nyköping 1951–1954 samt som teckningslärare vid olika kommunala skolor.
Karngård är representerad vid Sörmlands museum.